# Кварталът
„Кварталът“ (на английски: The Neighborhood) е американски ситком по идея на Джим Рейнолдс, който се излъчва премиерно по Си Би Ес на 1 октомври 2018 г. и участват Седрик Шоумена, Макс Грийнфийлд, Шон Маккини, Марсел Спиърс, Ханк Грийнспан, Тичина Арнолд и Бет Беърс. През януари 2023 г. сериалът е подновен за шести сезон.

## В България
В България сериалът започва излъчване по „Фокс Лайф“ на 30 декември 2021 г. Дублажът е на студио „Про Филмс“. Ролите се озвучават от Десислава Знаменова, Татяна Захова, Стефан Сърчаджиев – Съра, който по-късно е заместен от Станислав Пищалов, Сотир Мелев и Александър Митрев.